# David Levine
Pour l’article homonyme, voir David Levine (homonymie).
David Levine, né le 20 décembre 1926 à Brooklyn et mort le 29 décembre 2009, est un dessinateur américain connu pour ses caricatures et ses portraits-charge.
David Levine étudie la peinture à l'institut Pratt, au Tyler School of Art de Philadelphie, et auprès de Hans Hofmann. Ses premières caricatures sont publiées en 1958 par le magazine Esquire. Depuis il a dessiné plus de 2500 caricatures à l'encre de politiciens, écrivains et personnalités, pour la presse américaine et internationale.
En exagérant la proportion de la tête, et réduisant le reste du corps, son style se rapproche de celui d'Honoré Daumier et André Gill.